# Xystrota suavata
Xystrota suavata är en fjärilsart som beskrevs av Dyar 1900. Xystrota suavata ingår i släktet Xystrota och familjen mätare. Inga underarter finns listade i Catalogue of Life.